# Hemidactylus klauberi
Espèce
Hemidactylus klauberi est une espèce de geckos de la famille des Gekkonidae.

## Répartition
Cette espèce est endémique de Somalie.

## Étymologie
Cette espèce est nommée en l'honneur de Laurence Monroe Klauber.

## Publication originale
- Scortecci, 1948 : Un nuovo Hemidactylus della Somalia. Bollettino dei Musei e degli Istituti Biologici dell'Università di Genova, vol. 22, p. 51-55.